# عشقة كلشيد
عقشة كُلْشيد ويعرف أيضًا باسم اللبلاب الفارسي أو لبلاب كُلْشيد (الاسم العلمي: Hedera colchica)، جنبة جادحة ليفية متسلقة تطول إلى 30 م.
أوراقها ثلاثية أو خماسية التفصيص، نصلها يطول نحو 12 سم. ويعرض نحو 10 معاليق ازهارها واهنه كثيفة الحراشف الصفر اللون. أعطانها في الشرق الأدنى والشرق الأوسط.